# Christophe Martin
Pour les articles homonymes, voir Christophe Martin (homonymie) et Martin.
Christophe Martin (né le 21 octobre 1791 à Châtillon-sur-Chalaronne, mort le 19 janvier 1866 à Lyon) est un homme politique français. Il est nommé maire de Lyon en 1835.

## Biographie
Christophe Martin est nommé maire de Lyon le 9 mai 1835 par ordonnance royale, à la suite de la démission de Victor-Gabriel Prunelle.
Le 9 octobre 1840, il cède sa place à Jean-François Terme et devient député du Rhône en juillet 1842 et décède à Lyon en 1866.

## Famille
Il était le neveu du major général Claude Martin, qui lèguera à la Ville de Lyon une partie de sa fortune pour fonder l'école de la Martinière.

## Distinctions
Il était Conseiller honoraire à la Cour Royale de Lyon et Chevalier de l'ordre national de la Légion d’honneur.

## Sources
- « Christophe Martin », dans Adolphe Robert et Gaston Cougny, Dictionnaire des parlementaires français, Edgar Bourloton, 1889-1891 [détail de l’édition]